# MTV Video Music Awards/Best Female Video
Der MTV Video Music Award for Best Female Video gehörte zu den langlebigsten Kategorien der Verleihung. Er wurde mit der Erstverleihung 1984 eingeführt. 2007 wurde er im Zuge der Umstrukturierung der Awards für das eine Jahr in Female Artist of the Year umbenannt, firmierte aber schon 2008 wieder unter seinem alten Namen. 2017 wurde die Kategorie durch Artist of the Year ersetzt, die sich aus der Best Female- und der Best Male Video-Kategorie zusammensetzt.
Mit je drei Gewinnen führen Madonna, Taylor Swift und Beyoncé die Bestenliste an. Madonna wurde mit 12 mal am häufigsten nominiert.

## Übersicht
| Award | Jahr | Preisträger                    | für das Video                                           | Nominierungen |
| ----- | ---- | ------------------------------ | ------------------------------------------------------- | --- |
| 1.    | 1984 | Cyndi Lauper                   | Girls Just Want to Have Fun                             | - Pat Benatar – Love Is a Battlefield - Cyndi Lauper – Time After Time - Bette Midler – Beast of Burden - Donna Summer – She Works Hard for the Money                                      |
| 2.    | 1985 | Tina Turner                    | What’s Love Got to Do with It                           | - Cyndi Lauper – She Bop - Madonna – Material Girl - Sade – Smooth Operator - Sheila E. – The Glamorous Life                                                                               |
| 3.    | 1986 | Whitney Houston                | How Will I Know                                         | - Kate Bush – Running Up That Hill - Aretha Franklin – Freeway of Love - Grace Jones – Slave to the Rhythm - Tina Turner – We Don’t Need Another Hero                                      |
| 4.    | 1987 | Madonna                        | Papa Don’t Preach                                       | - Kate Bush – The Big Sky - Janet Jackson – Nasty - Cyndi Lauper – True Colors - Madonna – Open Your Heart                                                                                 |
| 5.    | 1988 | Suzanne Vega                   | Luka                                                    | - Cher – I Found Someone - Lita Ford – Kiss Me Deadly - Janet Jackson – The Pleasure Principle - Jody Watley – Some Kind of Lover                                                          |
| 6.    | 1989 | Paula Abdul                    | Straight Up                                             | - Tracy Chapman – Fast Car - Madonna – Express Yourself - Tanita Tikaram – Twist in My Sobriety - Jody Watley – Real Love                                                                  |
| 7.    | 1990 | Sinéad O’Connor                | Nothing Compares 2 U                                    | - Paula Abdul – Opposites Attract - Madonna – Vogue - Alannah Myles – Black Velvet - Michelle Shocked – On the Greener Side                                                                |
| 8.    | 1991 | Janet Jackson                  | Love Will Never Do (Without You)                        | - Paula Abdul – Rush Rush - Neneh Cherry – I've Got You Under My Skin - Amy Grant – Baby Baby - Madonna – Like a Virgin (Truth or Dare version)                                            |
| 9.    | 1992 | Annie Lennox                   | Why                                                     | - Tori Amos – Silent All These Years - Madonna – Holiday (Truth or Dare Version) - Vanessa L. Williams – Save the Best for Last                                                            |
| 10.   | 1993 | k.d. lang                      | Constant Craving                                        | - Neneh Cherry – Buddy X - Janet Jackson – That's the Way Love Goes - Annie Lennox – Walking on Broken Glass                                                                               |
| 11.   | 1994 | Janet Jackson                  | If                                                      | - Björk – Human Behaviour - Sheryl Crow – Leaving Las Vegas - Me'Shell NdegéOcello – If That's Your Boyfriend (He Wasn't Last Night)                                                       |
| 12.   | 1995 | Madonna                        | Take a Bow                                              | - Des’ree – You Gotta Be - PJ Harvey – Down by the Water - Annie Lennox – No More I Love You’s                                                                                             |
| 13.   | 1996 | Alanis Morissette              | Ironic                                                  | - Björk – It's Oh So Quiet - Tracy Chapman – Give Me One Reason - Jewel – Who Will Save Your Soul                                                                                          |
| 14.   | 1997 | Jewel                          | You Were Meant for Me                                   | - Erykah Badu – On & On - Toni Braxton – Un-Break My Heart - Meredith Brooks – Bitch - Paula Cole – Where Have All the Cowboys Gone?                                                       |
| 15.   | 1998 | Madonna                        | Ray of Light                                            | - Fiona Apple – Criminal - Mariah Carey (feat. Puff Daddy & the Family) – Honey (Bad Boy remix) - Natalie Imbruglia – Torn - Shania Twain – You're Still the One                           |
| 16.   | 1999 | Lauryn Hill                    | Doo Wop (That Thing)                                    | - Jennifer Lopez – If You Had My Love - Madonna – Beautiful Stranger - Britney Spears – … Baby One More Time                                                                               |
| 17.   | 2000 | Aaliyah                        | Try Again                                               | - Christina Aguilera – What a Girl Wants - Toni Braxton – He Wasn't Man Enough - Macy Gray – I Try - Britney Spears – Oops!… I Did It Again                                                |
| 18.   | 2001 | Eve (featuring Gwen Stefani)   | Let Me Blow Ya Mind                                     | - Dido – Thank You - Missy Elliott – Get Ur Freak On - Janet Jackson – All for You - Jennifer Lopez – Love Don’t Cost a Thing - Madonna – Don’t Tell Me                                    |
| 19.   | 2002 | Pink                           | Get the Party Started                                   | - Ashanti – Foolish - Michelle Branch – All You Wanted - Shakira – Whenever, Wherever - Britney Spears – I'm a Slave 4 U                                                                   |
| 20.   | 2003 | Beyoncé (feat. Jay-Z)          | Crazy in Love                                           | - Christina Aguilera (feat. Redman) – Dirrty - Missy Elliott – Work It - Avril Lavigne – I’m with You - Jennifer Lopez – I’m Glad                                                          |
| 21.   | 2004 | Beyoncé                        | Naughty Girl                                            | - Christina Aguilera – The Voice Within - Alicia Keys – If I Ain’t Got You - Jessica Simpson – With You - Britney Spears – Toxic                                                           |
| 22.   | 2005 | Kelly Clarkson                 | Since U Been Gone                                       | - Amerie – 1 Thing - Mariah Carey – We Belong Together - Shakira (feat. Alejandro Sanz) – La Tortura - Gwen Stefani – Hollaback Girl                                                       |
| 23.   | 2006 | Kelly Clarkson                 | Because of You                                          | - Christina Aguilera – Ain’t No Other Man - Nelly Furtado (feat. Timbaland) – Promiscuous - Madonna – Hung Up - Shakira (feat. Wyclef Jean) – Hips Don’t Lie                               |
| 24.   | 2007 | Fergie                         | (in diesem Jahr wurde nur die Künstlerin ausgezeichnet) | - Amy Winehouse - Beyoncé - Nelly Furtado - Rihanna |
| 25.   | 2008 | Britney Spears                 | Piece of Me                                             | - Mariah Carey – Touch My Body - Katy Perry – I Kissed a Girl - Rihanna – Take a Bow - Jordin Sparks (feat. Chris Brown) – No Air                                                          |
| 26.   | 2009 | Taylor Swift                   | You Belong with Me                                      | - Beyoncé – Single Ladies (Put a Ring on It) - Kelly Clarkson – My Life Would Suck Without You - Lady Gaga – Poker Face - Katy Perry – Hot n Cold - Pink – So What                         |
| 27.   | 2010 | Lady Gaga                      | Bad Romance                                             | - Lady Gaga – Bad Romance - Beyoncé (featuring Lady Gaga) – Video Phone (Extended Remix) - Kesha – Tik Tok - Katy Perry (featuring Snoop Dogg) – California Gurls - Taylor Swift – Fifteen |
| 28.   | 2011 | Lady Gaga                      | Born This Way                                           | - Adele – Rolling in the Deep - Beyoncé – Run the World (Girls) - Nicki Minaj – Super Bass - Katy Perry – Firework                                                                         |
| 29.   | 2012 | Nicki Minaj                    | Starships                                               | - Beyoncé – Love on Top - Katy Perry – Part of Me - Rihanna (featuring Calvin Harris) – We Found Love - Selena Gomez & the Scene – Love You Like a Love Song                               |
| 30.   | 2013 | Taylor Swift                   | I Knew You Were Trouble                                 | - Miley Cyrus – We Can’t Stop - Demi Lovato – Heart Attack - Pink (featuring Nate Ruess) – Just Give Me a Reason - Rihanna (featuring Mikky Ekko) – Stay                                   |
| 31.   | 2014 | Katy Perry (featuring Juicy J) | Dark Horse                                              | - Iggy Azalea (featuring Charli XCX) – Fancy - Beyoncé – Partition - Ariana Grande (featuring Iggy Azalea) – Problem - Lorde – Royals                                                      |
| 32.   | 2015 | Taylor Swift                   | Blank Space                                             | - Beyoncé – 7/11 - Ellie Goulding – Love Me Like You Do - Nicki Minaj – Anaconda - Sia – Elastic Heart                                                                                     |
| 33.   | 2016 | Beyoncé                        | Hold Up                                                 | - Adele – Hello - Ariana Grande – Into You - Rihanna (feat. Drake) – Work - Sia – Cheap Thrills                                                                                            |